# KkStB 159
| KFNB Ve / kkStB 159             | KFNB Ve / kkStB 159 | KFNB Ve / kkStB 159 | KFNB Ve / kkStB 159 |
| ------------------------------- | ------------------- | ------------------- | ------------------- |
| KFNB Ve 524 später kkStB 159.18 |                     |                     |                     |
| Technische Daten                |                     |                     |                     |
| Nummernbereich                  | 511, 512            | 513, 514, 519–524   | 515–518             |
| Bauart                          | C n2v               | C n2v               | C n2                |
| Zylinder-Ø                      | 480/740 mm          | 480/740 mm          | 460                 |
| Kolbenhub                       | 660 mm              | 660 mm              | 660 mm              |
| Treibrad-Ø                      | 1400 mm             | 1400 mm             | 1400 mm             |
| Laufrad-Ø vorne                 | –                   | –                   | –                   |
| Laufrad-Ø hinten                | –                   | –                   | –                   |
| fester Radstand                 | 3500 mm             | 3500 mm             | 3500 mm             |
| Gesamtradstand                  | 3500 mm             | 3500 mm             | 3500 mm             |
| Gesamtradstand + Tender         | 10695 mm            | 10695 mm            | 10695 mm            |
| Heizfl. d. Rohre                | 117,5 m²            | 124,0 m²            | 124,0 m²            |
| Heizfl. d. Feuerbüchse          | 9,50 m²             | 9,50 m²             | 9,50 m²             |
| Rostfl.                         | 2,20 m²             | 2,20 m²             | 2,20 m²             |
| Dampfdruck                      | 12,0                | 12,0                | 12,0                |
| Tender                          | 47                  | 47                  | 47                  |
| Gewicht (leer)                  | 38,0 t              | 38,0 t              | 37,9 t              |
| Adhäsionsgewicht                | 42,0 t              | 42,0 t              | 41,4 t              |
| Dienstgewicht                   | 42,0 t              | 42,0 t              | 41,4 t              |
| Dienstgewicht + Tender          | 74,3 t              | 74,3 t              | 73,6 t              |
| Wasser                          | 12,0 m³             | 12,0 m³             | 12,0 m³             |
| Kohle                           | 7,5 m³              | 7,5 m³              | 7,5 m³              |
| Länge                           | 8,803 m             | 8,803 m             | 8,803 m             |
| Länge + Tender                  | 15,403 m            | 15,403 m            | 15,403 m            |
| Höhe                            | 4,570 m             | 4,570 m             | 4,570 m             |

Die Dampflokomotivreihe kkStB 159 war eine Güterzug-Schlepptenderlokomotivreihe der kkStB, die ursprünglich von der KFNB stammte.
Die Maschinen der Reihe KFNB Ve sollten dazu dienen, schnelle Eilgüterzüge zu führen.
Die Wiener Neustädter Lokomotivfabrik lieferte 1890 und 1891 14 Stück dieser Lokomotiven der Bauart C.
Dabei waren 4 Stück (515–518) Zwillingsmaschinen, die restlichen Verbundmaschinen.
Da sich die Zwillingsbauart nicht bewährte, wurden sie bald durch Maschinen der Reihe KFNB VIII ersetzt.
Die Zwillingslokomotiven kamen dann in Mährisch Ostrau im Verschub- und Zubringerdienst zu den Kohlengruben zum Einsatz.
Bei der kkStB bildeten die KFNB Ve die Reihe 159, wobei die Zwillingsmaschinen die Nummern 159.01–04 und die Verbundmaschinen die Nummern 159.11–20 erhielten.
Nach dem Ersten Weltkrieg kam die Reihe 159 zur Gänze als Reihe 334.0 zur ČSD.
Die ČSD musterte die Loks bis 1962 aus.